# Institut für Volksmusikforschung und Ethnomusikologie
Das Institut für Volksmusikforschung und Ethnomusikologie ist eine universitäre Ausbildungsstätte und Teil der staatlichen Universität für Musik und darstellende Kunst Wien in Österreich. Die Aufgabenbereiche des Institutes sind die Forschung und Lehre, zugeordnet den Fachbereichen Volksmusikforschung und Ethnomusikologie.

## Geschichte
Das Institut für Volksmusikforschung und Ethnomusikologie an der Universität für Musik und darstellende Kunst Wien wurde 1965 als zweites derartiges Institut an einer österreichischen Musikuniversität (damals „Musikakademie“) als Institut für Volksmusikforschung gegründet; Institutsgründer Hochschulprofessor Walter Deutsch war bis 1991 Institutsleiter und Ordinarius für Geschichte und Theorie der Volksmusik. Die Arbeit am Institut stand in der Tradition der „Wiener Schule der Volksmusikforschung“.
1994 übernahm Gerlinde Haid nach ihrer Berufung auch die Institutsleitung. Sukzessive wurden die Forschungsfelder und das Methodenspektrum erweitert. Ein wichtiges Themengebiet wurde die Musik von Minderheiten. Internationale Kooperationen wurden intensiviert, das PhD Studium wurde etabliert.
2002 wurde der Name des Instituts mit dem Zusatz Ethnomusikologie ergänzt. 2003 wurde am Institut das Forschungszentrum für Europäische Mehrstimmigkeit etabliert. 2007 fand die 39. Weltkonferenz des International Council for Traditional Music (ICTM) unter der Organisation des Instituts statt. Am 1. Jänner 2011 übergab Gerlinde Haid die Institutsleitung an Ursula Hemetek. Seit 2012 bekleidet Ulrich Morgenstern das Ordinariat für Geschichte und Theorie der Volksmusik. Seit Oktober 2019 bietet das Institut ein eigenes Masterstudium in Ethnomusikologie an.
Das Generalsekretariat des International Council for Traditional Music (ICTM) - seit 2023 International Council for Traditions of Music and Dance (ICTMD) - war am Institut verankert. Generalsekretärin war von 2017 bis 2021 die Institutsleiterin Ursula Hemetek. Das Generalsekretariat und sieben Study Groups des International Council for Traditional Music (ICTM) sind mit dem Institut verbunden:
- International Council for Traditional Music (General Secretary bis 2021: Ursula Hemetek)[6]
- Music and Minorities (Secretary/Treasurer: Hande Sağlam)[7]
- Multipart Music (Chair bis 2024: Ardian Ahmedaja)[8]
- Music, Gender and Sexuality (Chair: Marko Kölbl)[9]
- Applied Ethnomusicology (Secretary/Treasurer: Wei-Ya Lin)[10]
- Music and Dance of the Slavic World (Chair: Ulrich Morgenstern)[11]
- Music and Dance in Latin America and the Carribean (Steering Committee member: Javier Silvestrini)[12]

## Forschung und Lehre
Ein wesentliches Spezifikum des Instituts ist die Kombination der beiden Fächer Ethnomusikologie (Wiener Schule der vergleichenden Musikwissenschaft) und der österreichischen Tradition der Volksmusikforschung. Am Institut werden methodische Grundlagen – musikalische Feldforschungen, Transkription und Analyse – standortspezifisch weiterentwickelt und vermittelt. Das Institut widmet sich der wissenschaftlichen Erforschung von Musik und Tanz in traditionellen und daraus resultierenden oder darüber hinausgehenden Szenarien; zentrale Felder sind die Beschäftigung mit Musik von Minderheiten und die praktische Vermittlung von traditionellen Musiken (Rudolf Pietsch).
Das Institut ist aktiv in der Abhaltung von Seminaren, Symposien und Vorträgen, oft in interdisziplinärem und internationalem Setting, sowie in der Teilnahme an den internationalen Diskursen des Faches. Eine weitere Institutsaufgabe ist das regelmäßige Publizieren, die Herausgabe von wissenschaftlichen Schriften und Tondokumenten.

## Archiv
Das Institut verfügt über ein umfangreiches Audio- und Videoarchiv, bestehend aus Feldforschungsmaterial, das seit der Institutsgründung gesammelt wurde. Dieses Material wird laufend archiviert und digitalisiert. Das Archiv ist Quelle für Mitarbeiter, Studierende und Interessierte und fungiert als Wissensspeicher für das Institut, sowie für die jeweiligen Communitys selbst. Gegenwärtig sind über 6000 Stunden Forschungsaufnahmen archiviert.